# VW Jetta Pionier
Der Volkswagen Jetta Pionier ist ein Pkw der unteren Mittelklasse, der von März 2010 bis in den Februar 2013 von FAW-Volkswagen für den Markt der Volksrepublik China in den Werken Changchun und Chengdu produziert wurde. Das Modell ersetzte den Jetta König und ist die letzte Weiterentwicklung des Jetta II.

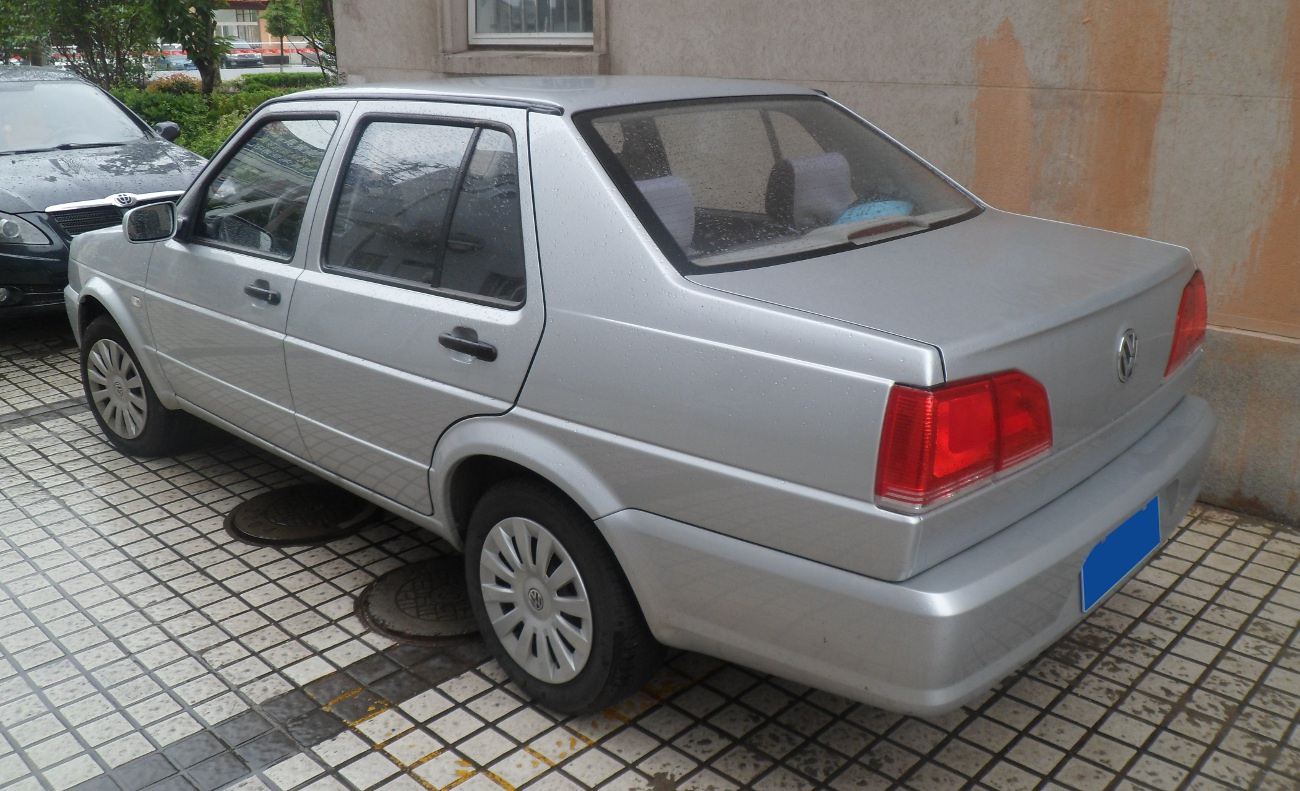

Technisch blieb der Jetta Pionier nahezu gleich mit seinem Vorgänger. Die optische Auffrischung des Modells ist unverkennbar und sollte dem einst beliebtesten Pkw-Modell in China einen neuen Produktionsrekord bescheren. Überarbeitet worden waren die Front- und Heckschürzen, der Kühlergrill sowie die Heckleuchten. Des Weiteren gab es ein neues Armaturenbrett mit Dreispeichenlenkrad und serienmäßigem Fahrerairbag, um den neuen sportlichen Aspekt des Jetta zu unterstreichen. Zur Standardausstattung gehörten außerdem nun ein CD-Player mit MP3-Funktion, ein Isofix-Befestigungssystem für Kindersitze, der Sicherheitsgurtalarm für den Fahrer sowie ein Antiblockiersystem und ein EBD-System zur besseren Verteilung der Bremskraft. Der Taxiausführung vorbehalten waren die elektrisch einstellbaren Außenrückspiegel.
Standardmotorisierung war der 1,6-Liter-RSH mit einer Leistung von 70 kW (95 PS). Sein Verbrauch wird mit 6,1 Liter auf 100 km angegeben. Günstiger im Kraftstoffverbrauch war jedoch der wahlweise erhältliche 1,9-Liter-Dieselmotor mit einer Leistung von 47 kW (64 PS). Sein Verbrauch wird vom Hersteller mit 4,5 Liter auf 100 km angegeben.
Nach fast 29 Jahren der Produktion des Jetta II wurde die Produktion im März 2013 eingestellt. Nachfolger wurde der Jetta Night, der weiterhin die charakteristischen Merkmale des Jetta Pioniers aufweist.